# Bangladesh Rural Advancement Committee
Pour l’article homonyme, voir BRAC.
Bangladesh Rural Advancement Committee (BRAC), est une ONG bangladaise de développement,,. Le BRAC est présent dans tous les 64 districts du pays et dans 13 pays à travers le monde. Elle emploie plus de 120 000 personnes à travers le monde entier,.
Les activités de l'ONG se divisent en trois secteurs d'intervention :
- l'aide au développement économique et social (BRAC Development Program, BDP) ;
- l'éducation (BRAC Education Program, BEP) ;
- la santé (Health, Nutrition and Population Program, HNPP).

## Création et historique

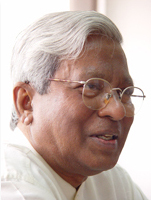
Fazle Hasan Abed, fondateur de BRAC

BRAC est fondée par Fazle Hasan Abed, un travailleur social du Bangladais en 1972 après la libération du Bangladesh. Lors de sa création, l'organisation portait le nom Bangladesh Rehabilitation Assistance Committee. Elle n'avait alors vocation qu'à durer deux ou trois ans, le nouveau gouvernement prenant ensuite le relais. Elle s'est en fait pérennisée et c'est en 1974 qu'elle prit son nom actuel.

## Les pays où BRAC mène ses actions
- Asie: le Bangladesh, l'Afghanistan, le Sri Lanka, le Pakistan, les Philippines.
- Afrique: le Libéria, l'Ouganda, la Tanzanie, au sud du Soudan, le Sierra Leone.
- Caraïbes: l'Haïti.

BRAC fournit aussi une assistance technique à des associations haïtiennes, soudanaises et indonésiennes et s'adhère au Royaume-Uni et aux États-Unis.

## Récompenses
- 2013 : 1re meilleure ONG du Monde selon The Global Journal.

### Sources et bibliographie
- (en) Catherine Lovell, Breaking the Cycle of Poverty: The BRAC Strategy, Kumarian Press, 1992  (ISBN 978-1565490055)
- (en) Ian Smillie, Freedom From Want: The Remarkable Success Story of BRAC, the Global Grassroots Organization That's Winning the Fight Against Poverty, Kumarian Press, 2009  (ISBN 978-1565492943)